# 袁敬
袁敬（507年—585年10月19日），字子恭。陈郡阳夏县（今河南省太康县）人，南朝陈大臣。
袁敬少年好学，在南朝梁历任秘书郎、太子洗马、太子中舍人。梁元帝亡，他流落岭南。南朝陈建立，归附于广州欧阳頠。欧阳頠去世后，再依附他的儿子欧阳纥。欧阳纥想要据广州谋反，袁敬屡劝不从。朝廷征他为太子中庶子，历任都官二尚书、太常卿、散骑常侍，官至金紫光禄大夫，至德三年九月甲戌（585年10月19日）袁敬卒，谥靖德。他的侄子袁枢。

## 延伸阅读
[在维基数据编辑]
 《陳書·卷17》，出自姚思廉《陳書》